# پاباز (ژیمناستیک)

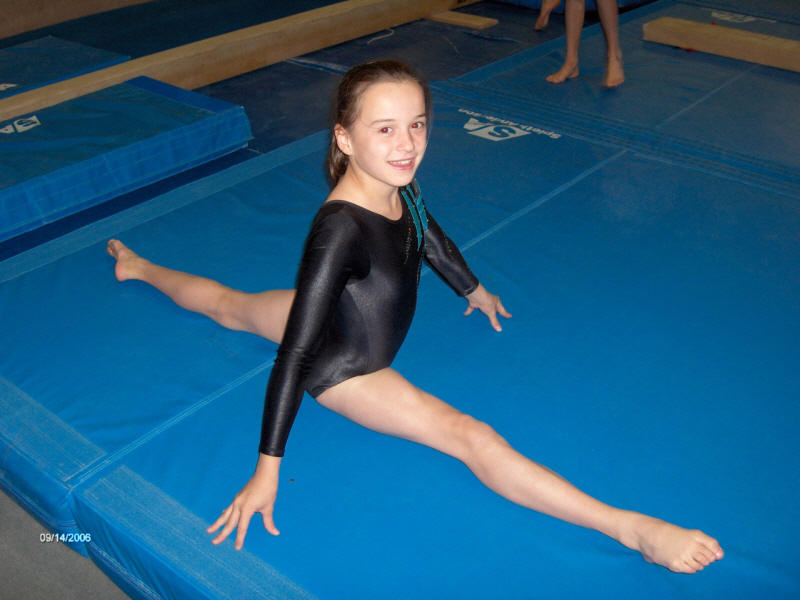
یک ژیمناست در حال پاباز

 پاباز یک حرکت ورزشی است که در آن پاها در یک خط و در امتداد هم قرار می‌گیرند به طوریکه زاویه بین آنها °۱۸۰  یا بیشتر بشود. حرکت پاباز در بسیاری از رشته‌های ورزشی از جمله رقص، ژیمناستیک و هنرهای رزمی انجام می‌شود.

## نگارخانه

.
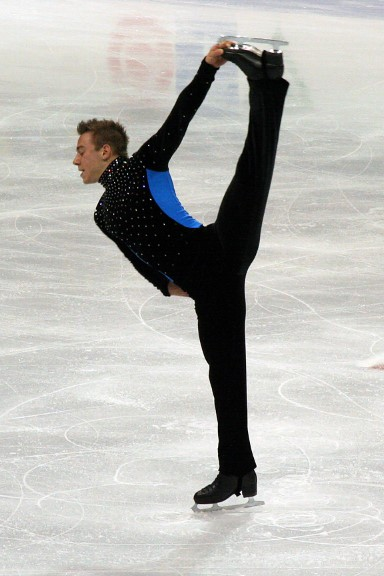
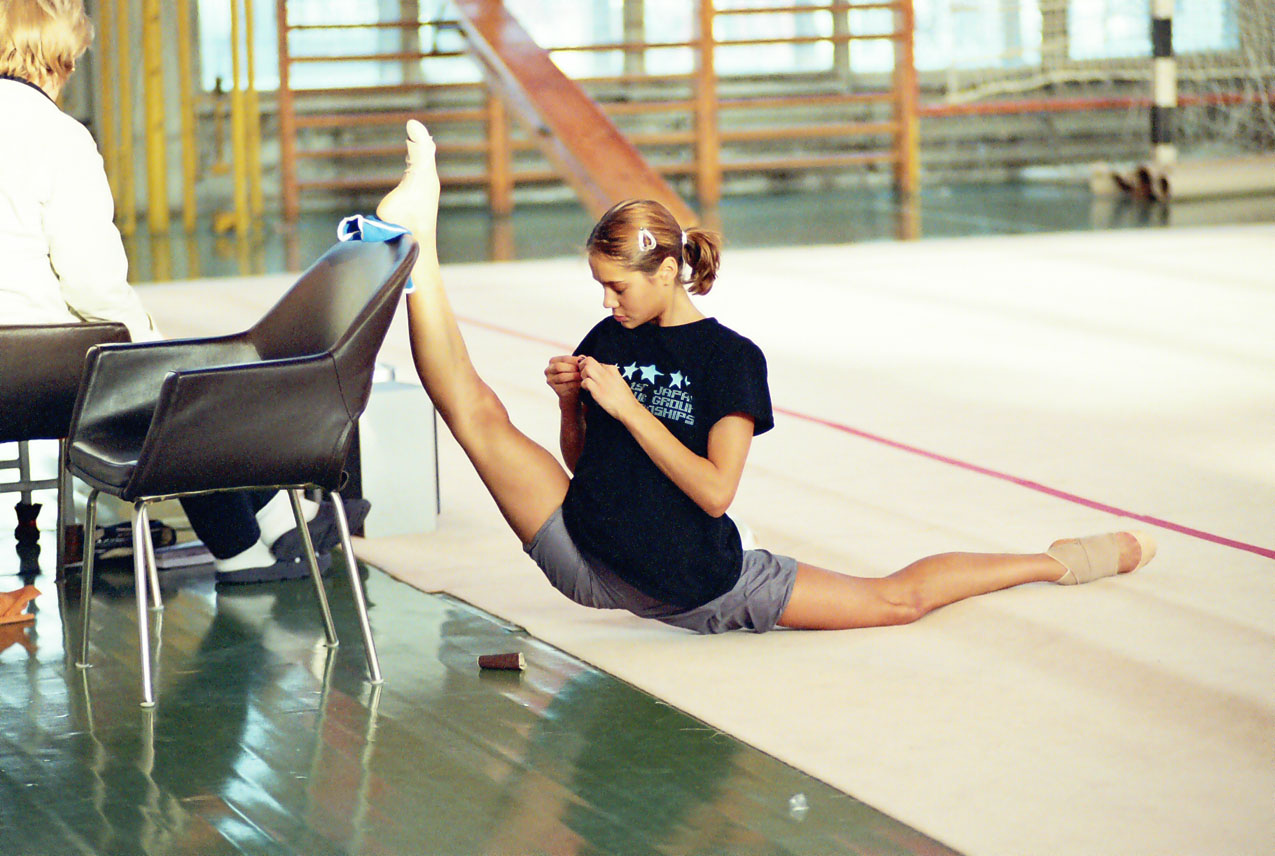
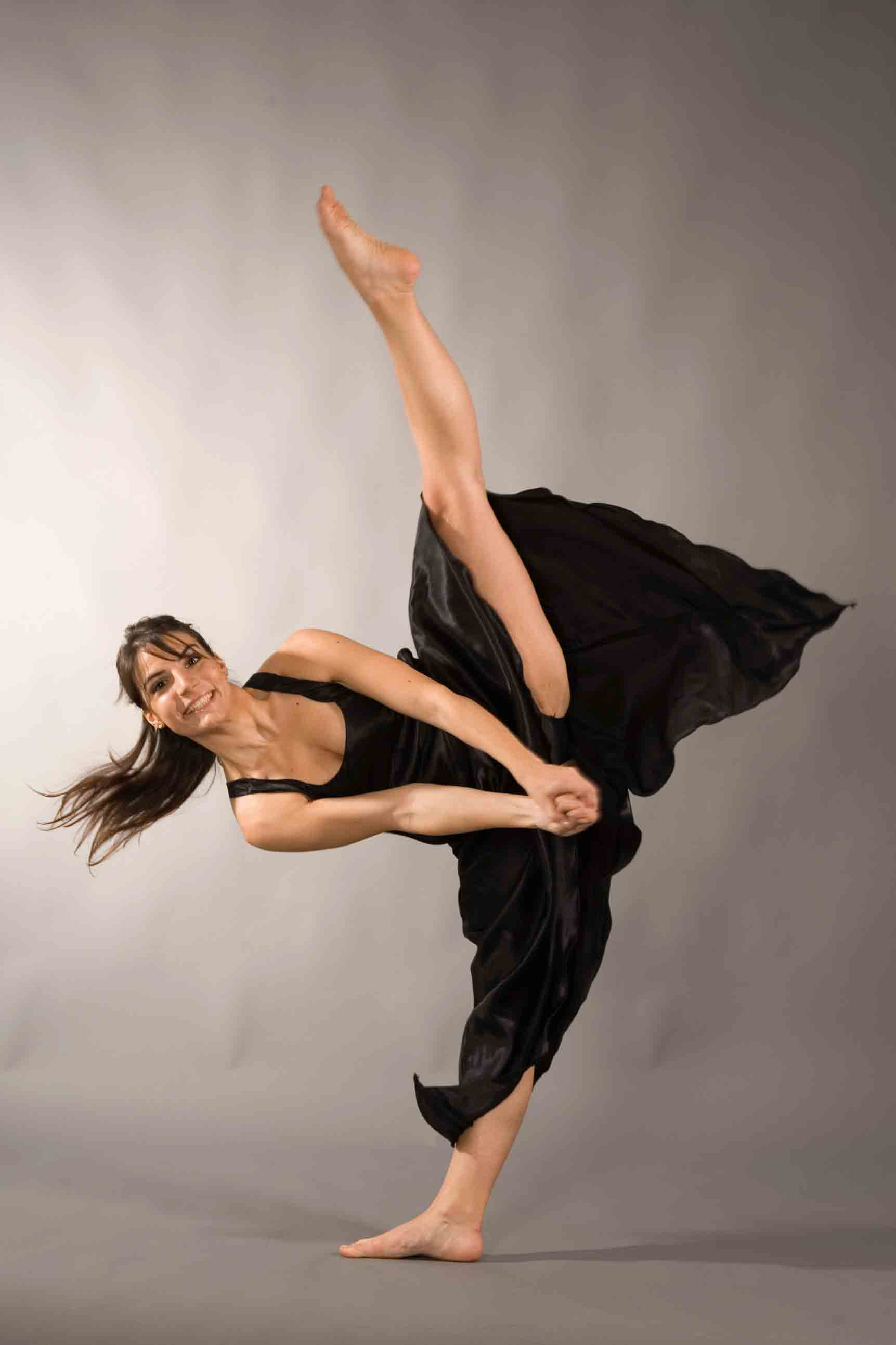
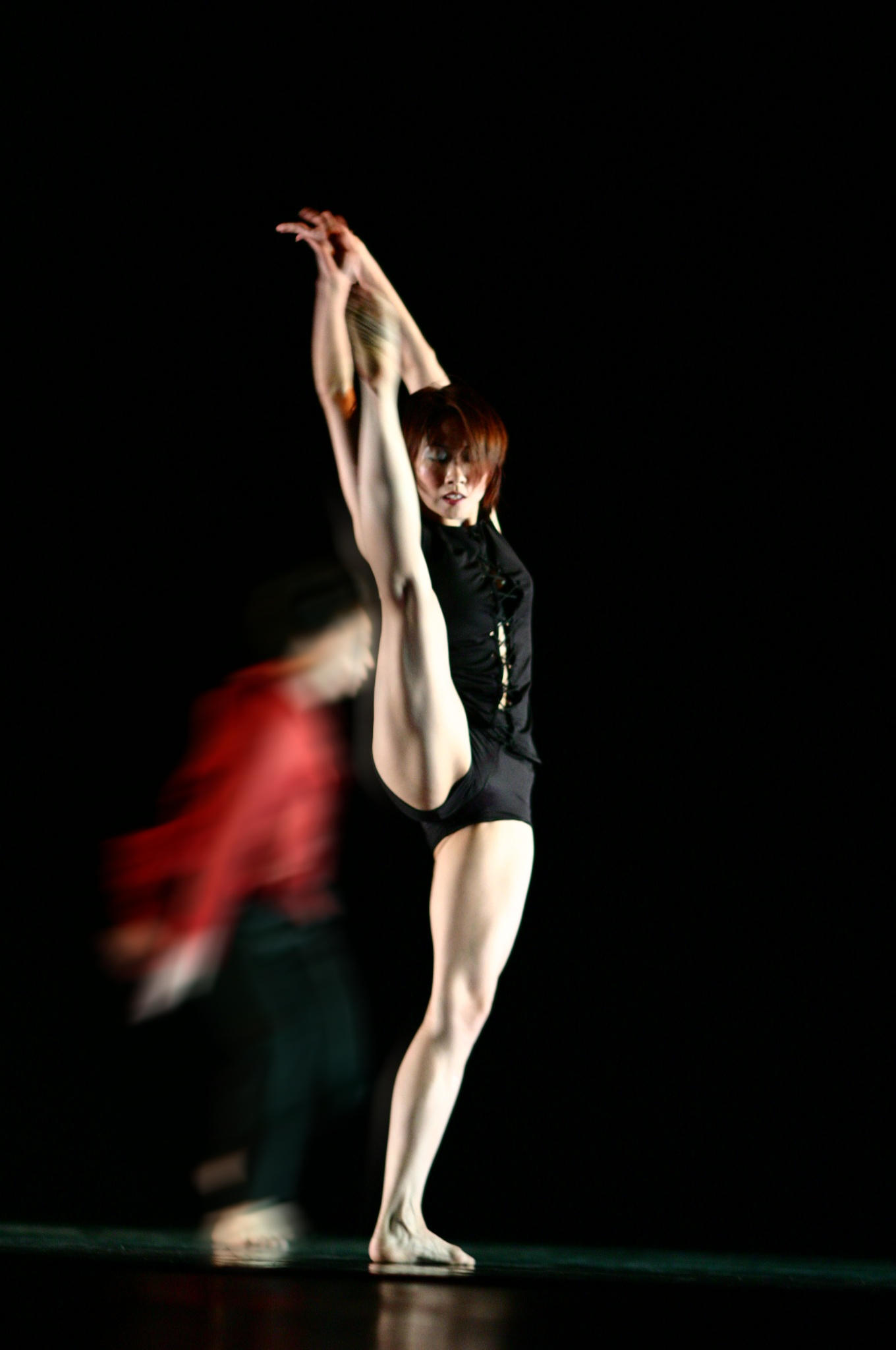
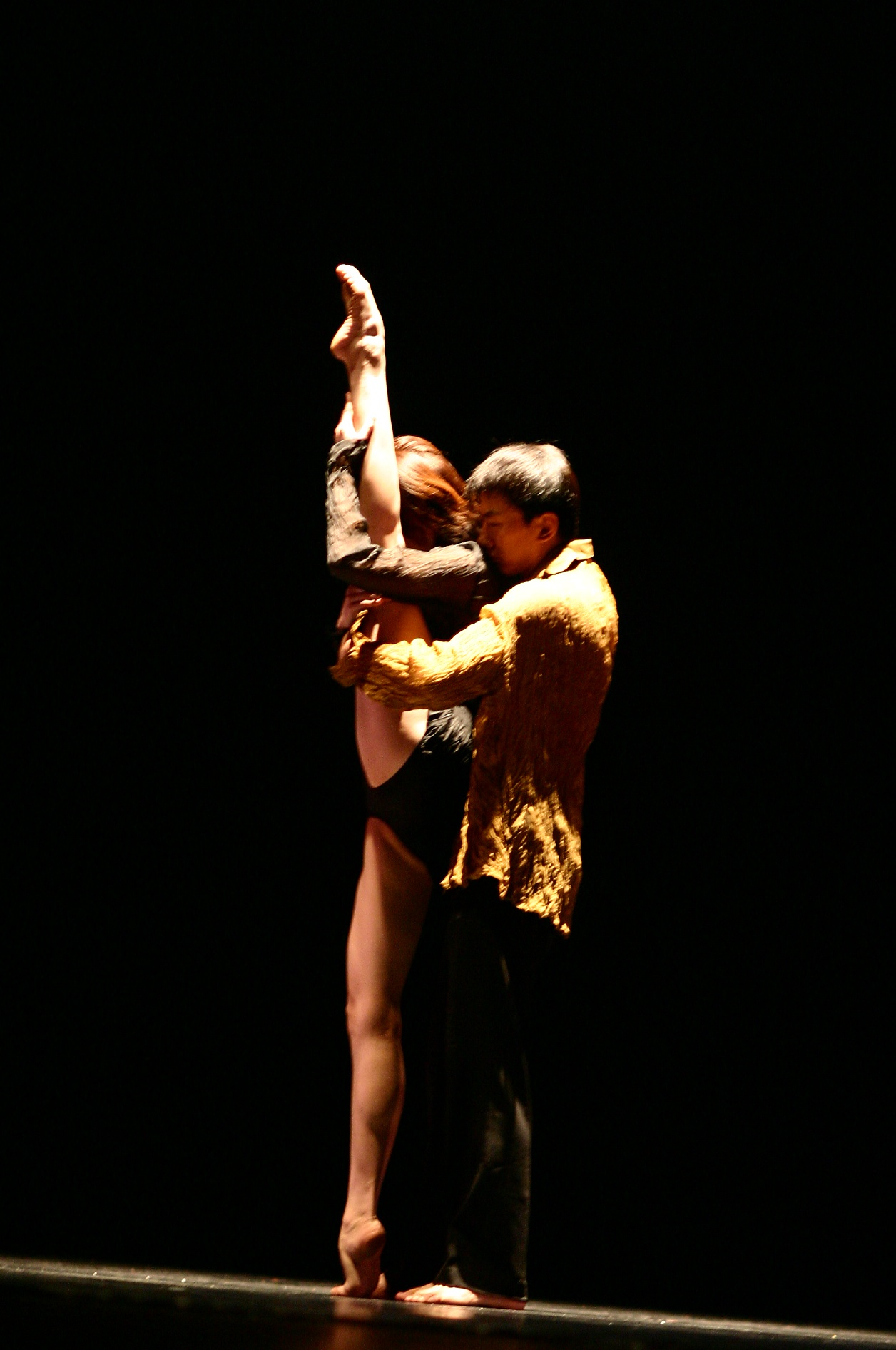